# ژائو رویروی
ژائو رویروی (چینی: 赵蕊蕊؛ زادهٔ ۸ اکتبر ۱۹۸۱) بازیکن والیبال اهل چین است.